# Eliano (tribuno)
Eliano (em latim: Aelianus) foi um oficial romano do século IV/V ativo no Ocidente. Sua existência é atestada através da inscrição VI 37125 = ILCV 130 que foi encontrada no interior da Igreja de São Saba, em Roma, e possui caráter cristão, indicando talvez que professava esta religião. Apenas seu último nome está legível; o restante aparece de forma fragmentada ([...]ensurius M.[...]). Segundo a inscrição, era irmão de Fortunaciano Servílio e filho da mulher claríssima Servília. Ele é descrito como homem claríssimo e tribuno, sendo possível que fosse "tribuno e notário".